# Évariste Boshab
Évariste Boshab Mabudj-ma-Bilenge, né le 12 janvier 1956 à Tete-Kalamba, est un juriste, universitaire et homme politique congolais. Professeur de droit constitutionnel à l’université de Kinshasa(UNIKIN), il y exerce les fonctions de chef de département de droit public interne. Il fut directeur de cabinet du président Joseph Kabila pendant la période de transition en république démocratique du Congo. De 2009 à 2012, il est président de l’Assemblée nationale de la république démocratique du Congo.
Il est vice-premier ministre de l’Intérieur et de la Sécurité du 7 décembre 2014 au 14 novembre 2016.

## Biographie
Boshab est né à Teke-Kalamba dans le territoire de Mweka au Kasaï-Occidental, le 12 janvier 1956. Il est d’origine kuba.
Il obtient son doctorat en droit à l’université catholique de Louvain en Belgique, et à une spécialisation en justice constitutionnelle.
Après l’affaire des créances de la SNEL, l’opposition réclama sa démission. Joseph Kabila, dut fléchir à cette demande, malgré le soutien apporté à Boshab par la famille politique du chef de l’État. Il est actuellement secrétaire général du PPRD, parti politique majoritaire dans la coalition que dirige Joseph Kabila Kabange.
En décembre 2016, Évariste Boshab est sanctionné par les États-Unis et, en mai 2017, par l'Union européenne pour son rôle dans les violations des droits de l'homme en république démocratique du Congo.

## Publications
- La contractualisation du droit de la fonction publique : une étude de droit comparé Belgique-Congo, Louvain-la-Neuve, Academia Bruylant, 2001, 310 p.  (ISBN 2-87209-623-X)

extrait d'une thèse en droit soutenue le 12 novembre 1996 à l'université catholique de Louvain
- République démocratique du Congo : entre les colombes et les faucons : où vont les partis politiques ?, Kinsaha, Presses universitaires du Congo, 2001, 133 p.
- Pouvoir et droit coutumiers : à l'épreuve du temps, Louvain-La-Neuve, Academia Bruylant, 2007, 332 p.  (ISBN 978-2-87209-873-6)
- Entre la révision de la Constitution et l'inanition de la Nation, Larcier, juin 2013, 444 p., 1re édition   (ISBN 978-2-80446-463-9)